# 小林登美枝
小林 登美枝（こばやし とみえ、1916年9月29日 - 2004年1月11日）は、日本の女性史学者。
大阪市生まれ。茨城県立土浦高等女学校卒。毎日新聞記者。平塚らいてう自伝『元始、女性は太陽であった』の編纂に従う。平塚らいてうの会会長。

## 著書
- 『平塚らいてう 愛と反逆の青春』大月書店 1977
- 『平塚らいてう』清水書院 Century books 人と思想 1983
- 『信濃の友へ コラム「女の机」28年』信濃毎日新聞社 1986
- 『陽のかがやき 平塚らいてう・その戦後』新日本出版社 1994
- 『21世紀へつなぐ言葉』ドメス出版 2004
- 『女の机』オフィスエム 2004

### 共著編
- 『婦人の歴史』玉城肇、帯刀貞代・村田静子共著 理論社 1956
- 『愛と自立 紫琴・らいてう・百合子を語る』古在由重共著 大月書店 1983
- 『『青鞜』セレクション 「新しい女」の誕生』編 人文書院 1987
- 『平塚らいてう評論集』米田佐代子共編 岩波文庫 1987